# ミレッラ・フレーニ

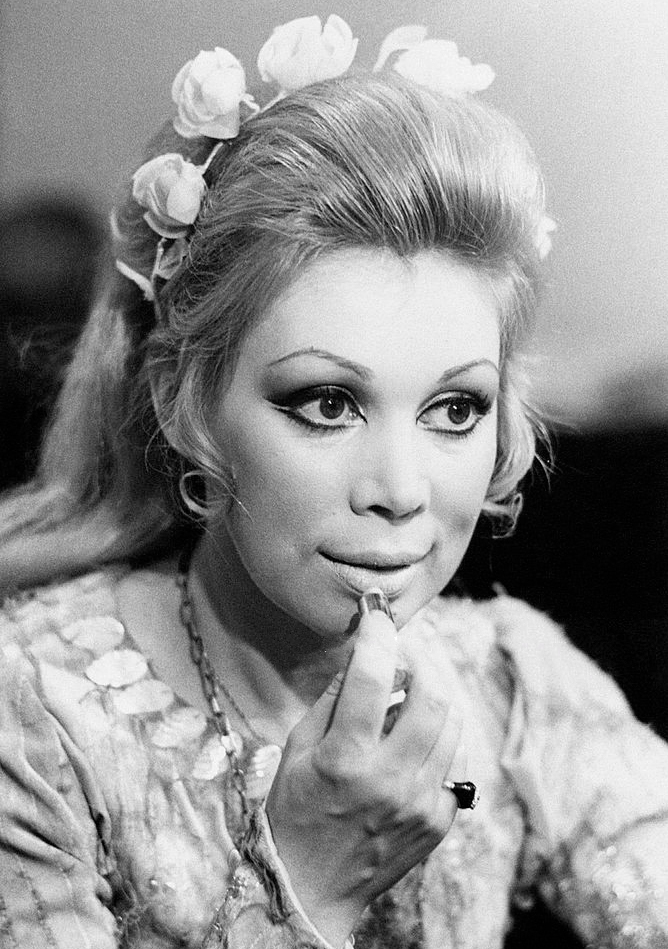
ミレッラ・フレーニ

ミレッラ・フレーニ（Mirella Freni, 1935年2月27日 - 2020年2月9日）は、イタリアのオペラ歌手（ソプラノ）。
若々しい声質と優れた演技力で高い評価を受けた。彼女のレパートリーは約40ほどの役柄からなり、主にヴェルディとプッチーニを中心にしているが、チャイコフスキーの『エフゲニー・オネーギン』のタチヤーナも含む。小澤征爾は若い頃、ウィーンでオペラの練習のピアノ弾きをしており、ミレッラ・フレーニとブルガリアのバス歌手ニコライ・ギャウロフの練習の伴奏も担当していた。その後フレーニはニコライと結婚し、二人はしばしば舞台およびレコード録音で共演している。

## 生涯
フレーニはイタリアのモデナで労働者階級の家庭に生まれた。彼女の母親はルチアーノ・パヴァロッティの母親と同じタバコ工場で働いており、同じ乳母の乳で育ったという。彼女は音楽的才能に恵まれ、10歳でラジオ局の主催したコンクールで『ある晴れた日に』（プッチーニの『蝶々夫人』）を歌い優勝した。しかし著名なテノール歌手ベニャミーノ・ジーリは、このまま歌手として歌い続けると早晩喉を痛める危険性があると警告し、もう少し歳をとるまで歌うのを中止したほうがよいと助言した。彼女はこれに従い、17歳までステージで歌わなかった。
1955年、19歳のフレーニはモデナの劇場で『カルメン』のミカエラ役でオペラの初舞台を踏んだ。これをきっかけに様々な役柄の出演要請を受けたが、彼女はキャリアを中断して声楽教師レオーネ・マジェーラと結婚し、子供を育てる道を選んだ。
1958年、フレーニはトリノのレージョ劇場で行われた声楽コンクールでミミを歌って優勝し、演奏活動に復帰した。彼女は1959年-1960年シーズンをネーデルランド・オペラ（アムステルダム）で過した。フレーニの名が世界的に知られるようになったのはグラインドボーン音楽祭でフランコ・ゼッフィレッリの演出による『愛の妙薬』（ドニゼッティ）でアディーナを歌ったことで、彼女は続く1960年から1962年にかけてのシーズンに同地でスザンナ（『フィガロの結婚』）とツェルリーナ（『ドン・ジョヴァンニ』）を演じた。
1961年には『ファルスタッフ』のナンネッタ役でロイヤル・オペラ・ハウスに初出演、1963年にはゼッフィレッリ演出、カラヤン指揮の『ラ・ボエーム』でミラノ・スカラ座デビューを果たした。これをきっかけにフレーニはカラヤンに気に入られ、以後多くのオペラや演奏会で共演を重ねた。1965年には、やはりミミ役でメトロポリタン歌劇場デビューを飾った。
1970年代になり、彼女はより重い声質の役柄、特にヴェルディの『ドン・カルロ』のエリザベッタや『オテロ』のデズデモナ、『シモン・ボッカネグラ』のアメーリアなどを歌うようになった。
1981年、フレーニは戦後最大級のバス歌手の一人とされるニコライ・ギャウロフと再婚した。
1990年、フレーニは回想録『わが愛しき劇場』（原題：Mio caro teatro）を書いた。同年、イタリア共和国大十字騎士賞を受け、1993年3月にはフランス政府からレジオン・ドヌール勲章を受章した。
フレーニは1990年代にレパートリーを拡大し続け、ミラノとパリ、ニューヨークでチレアの『アドリアーナ・ルクヴルール』の主役、ミラノでジョルダーノの『フェドーラ』を演じた。1998年にはカターニアでジョルダーノの『マダム・サン＝ジェーヌ』に出演した。
2020年2月9日、モデナの自宅で死去。84歳没。